# Лінивенко Юрій Володимирович
Ю́рій Володи́мирович Ліни́венко (8 жовтня 1971 — 5 січня 2015) — старший солдат резерву Міністерства внутрішніх справ України, учасник російсько-української війни.

## Життєвий шлях
Закінчив Барвінківську ЗОШ № 2, працював майстром виробничого навчання в професійному агроліцеї. 13 років працював у Слов'янську. Травнем 2014-го добровольцем пішов на фронт. Кулеметник 1-го відділення 2-го взводу 3-ї роти, Батальйон імені Кульчицького, Північне ОТО НГУ, псевдо «Пастор» (дотримувався протестантизму). Визволяв Слов'янськ, Краматорськ, Дебальцеве. Побував удома в короткотерміновій відпустці.
2 січня 2015-го поїхав на чергову ротацію. 5 січня перебував у мікроавтобусі «Богдан», котрий при перевезенні взводу резервістів потрапив у ДТП поблизу Артемівська. З «Богданом» зіштовхнувся військовий КрАЗ. Сергій Бабічев був досвідченим водієм, за свідченнями тих, хто вижив, до останнього намагався зробити все можливе, щоб уникнути зіткнення та врятувати побратимів, Віктор Бурка, Тарас Герасимюк, Роман Малюта, Володимир Матківський, Максим Щіпов загинули від травм. Тоді загинуло 12 військовиків, ще 21 зазнав травм. 17 січня помер у київському шпиталі від поранень Ігор Дідач.
Залишилися батько, мама Людмила Олексіївна, брат й сестра, дружина, доньки.
9 січня 2015-го похований у місті Барвінкове.

## Нагороди та вшанування
- Указом Президента України № 365/2015 від 27 червня 2015 року, «за особисту мужність і високий професіоналізм, виявлені у захисті державного суверенітету та територіальної цілісності України, вірність військовій присязі», нагороджений орденом «За мужність» III ступеня (посмертно)[1].
- 6 грудня 2016 року на фасаді міської ЗОШ № 2 в Барвінковому відкрито меморіальну дошку на честь Юрія Лінивенка.
- Вшановується в меморіальному комплексі «Зала пам'яті», в щоденному ранковому церемоніалі 5 січня[2][3].